# Life (пісня E-Type)
«Life» — пісня, записана шведським музикантом E-Type за участю Na Na. Була випущена у жовтні 2001 року як другий сингл з його третього альбому Euro IV Ever і стала хітом у кількох країнах, зокрема у Швеції та Норвегії, де досягла топ-5.

## Списки треків
1. «Life» (Радіоверсія) — 3:42
2. «Life» (Розширена версія) — 4:23
3. «Life» (Pierre J's New-Type Remix) — 8:33
4. «Life» (Pierre J's Radio Mix) — 3:58

## Чарти

### Тижневі чарти
| Чарт (2001—2002)                    | Пік позиції |
| ----------------------------------- | ----------- |
| Фінляндія (Suomen virallinen lista) | 16          |
| Норвегія (VG-lista)                 | 3           |
| Румунія (Romanian Top 100)          | 12          |
| Швеція (Sverigetopplistan)          | 1           |

### Річні чарти
| Чарт (2001)                | Позиція |
| -------------------------- | ------- |
| Швеція (Sverigetopplistan) | 6       |
| Чарт (2002)                | Позиція |
| Швеція (Sverigetopplistan) | 39      |